# Thalassoma amblycephalum
Thalassoma amblycephalum es una especie de peces de la familia Labridae en el orden de los Perciformes.

## Morfología
Los machos pueden llegar alcanzar los 16 cm de longitud total.

## Distribución geográfica
Se encuentra desde Somalia y Sudáfrica hasta las Islas Marquesas, las Tuamotu, el sur del Japón y el norte de Nueva Zelanda .